# Arrondissement de Bandafassi

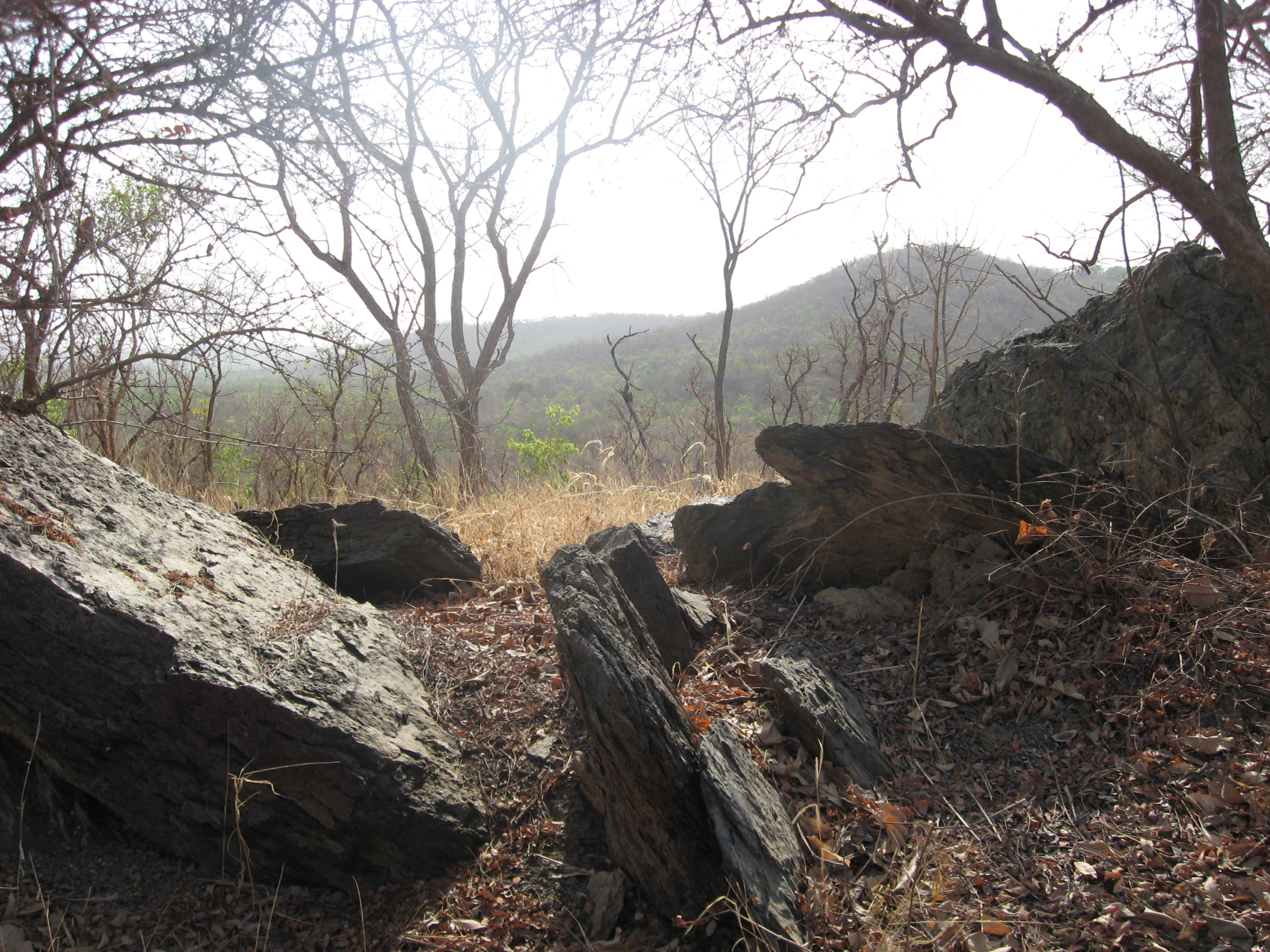
Collines et formation rocheuse à Thiabédji

L'arrondissement de Bandafassi est l'un des arrondissements du Sénégal. Il est situé dans le département de Kédougou et la région de Kédougou, dans le sud-est du pays.
Il compte quatre communautés rurales :
- Communauté rurale de Ninéfécha
- Communauté rurale de Bandafassi
- Communauté rurale de Tomboroncoto
- Communauté rurale de Dindefelo

Son chef-lieu est Bandafassi.